# 黛米·斯托克斯
黛米·斯托克斯（英語：Demi Stokes，1991年12月12日—），英国女子足球运动员。她曾代表英格兰代表队参加2019年国际足联女子世界杯。她也曾参加2020年夏季奥林匹克运动会。